# Snovik
Snovik este o localitate din comuna Kamnik, Slovenia, cu o populație de 44 de locuitori.